# Jean Bertaut
Jean Bertaut (Caen, 1552 – Sées, 1611) è stato un poeta francese.

## Biografia
Proveniva da una famiglia borghese di origine normanna di buone tradizioni culturali. Il padre professore inculcò in Bertaut la passione per le lettere, per la filosofia e per la matematica.
Riuscì ad effettuare una brillante carriera a corte non solo nel ruolo di poeta, ma anche in quello di disegnatore, di musicista, di librettista dei balletti di corte oltre che di precettore del conte d'Angoulême, figlio legittimo di Carlo IX di Francia, segretario di gabinetto.
I suoi servigi gli valsero alti riconoscimenti ecclesiastici quali la nomina a cardinale di Bourbon, la direzione dell'abbazia de Bourguei e nel 1605 la nomina di vescovo di Sées, e trascorse gli ultimi anni della sua vita segnalandosi per una sincera devozione che frenò la sua produzione letteraria.
Dopo il matrimonio del re con Maria de' Medici, venne nominato consigliere della regina e fu il padrino di battesimo dei figli.
Partecipò alla conversione di Enrico IV al cattolicesimo e alla morte di quest'ultimo compose una orazione funebre.
Tra le sue opere si annoverano: il Recuiel de quelques vers amoureux (1602), che raccoglie le sue liriche giovanili; le Oeuvres poétiques (1620), contenenti anche un lungo poema intitolato Le Timandre; i Sermons (1613), influenzati dalla produzione di S.Francesco di Sales.Le opere di Bertaut sono raccolte nelle Oeuvres complètes (1620).
Gli ispiratori di Bertaut furono Ronsard e Desportes da cui colse a piene mani sia il petrarchismo sia la passione per la letteratura italiana.
Scrisse liriche d'amore e di argomento sacro, che per lo stile e l'armonia, rappresentarono un'evoluzione della poesia francese e sembrano anticipare Malherbe.
I suoi versi si caratterizzarono per una notevole sensibilità poetica, tendente al malinconico ed a una forte manifestazione della commozione e dei sentimenti.